# Henning von Boehmer (Unternehmer)

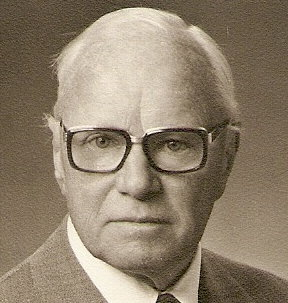
Henning von Boehmer

Henning von Boehmer (* 6. Januar 1903 in Groß-Lichterfelde; † 6. Dezember 1987 in Neckargemünd) war ein deutscher Unternehmer, Vorstandsmitglied, Forstgutsbesitzer, Rechtsanwalt und Beamter.

## Herkunft
Henning von Boehmer stammt aus der preußischen Juristenfamilie Böhmer/von Boehmer, deren Ursprung bis in die Zeit um 1600 zurückgeht. Zu seinen Vorfahren gehören unter anderem Justus Henning Boehmer, Direktor der Leopoldina in Halle an der Saale und einer der bedeutendsten Kirchenrechtler des 17./18. Jahrhunderts, sowie Johann Samuel Friedrich von Böhmer, Direktor der Universität Frankfurt an der Oder und einer der führenden Strafrechtler des 18. Jahrhunderts. Sein Bruder Hasso von Boehmer war als Oberstleutnant i. G. einer der Widerstandskämpfer des 20. Juli 1944 und wurde 1945 in Berlin-Plötzensee hingerichtet.
Seine Eltern waren Hugo Erich von Boehmer und Ellinor Seliger (1868–1954), Tochter des Gutsbesitzers und Kammergerichtsreferendars Carl Gustav Albert Seliger (1829–1901) und der Mary Barbara Rennie (1836–1920) aus New Alredsford/Hantshire/Schottland.

## Leben
Nach dem Abitur am Helmholtz-Gymnasium in Berlin-Schöneberg studierte Henning von Boehmer Rechtswissenschaften und Volkswirtschaft in Berlin und Greifswald. Er verbrachte einen Teil seiner Studienzeit in England und in den USA, wo er damals einer der ersten deutschen Austauschstudenten war.
Nach dem Assessor-Examen war er in der Rechtsabteilung der zum Konzern seines Schwiegervaters Alfred Hugenberg gehörenden Ufa (Universum Film Aktien-Gesellschaft) tätig. Später übernahm er die Leitung der Rechtsabteilung. Zu seinen Aufgaben gehörte einerseits, 1933 vom Vorstand im Rahmen der Arisierung beschlossene Entlassungen unter anderen des Regisseurs Erik Charell umzusetzen, andererseits verhandelte er zum Beispiel auch mit der schwedischen Schauspielerin Zarah Leander. Zusammen mit seinem Mitarbeiter Helmut Reitz schrieb er das Buch Der Film in Wirtschaft und Recht. 1937 wurde die Ufa auf Druck von Joseph Goebbels an die NSDAP verkauft. In diesem Zusammenhang musste Henning von Boehmer die Ufa verlassen und wechselte von 1937 bis 1944 in den Vorstand des ebenfalls zum Hugenberg-Konzern gehörenden Scherl-Verlages. Zu dieser prosperierenden Verlagsgruppe gehörten Zeitungen wie der „Berliner Lokal-Anzeiger“, „Nachtausgabe“, oder „Die Woche“ und die Zeitschrift „Die Gartenlaube“ sowie zahlreiche Tochterunternehmen und Beteiligungen. Hugenbergs Plan, dem bisherigen Stellvertretenden Vorstandsvorsitzenden von Boehmer 1943 die Konzernleitung zu übertragen, scheiterte, da der Verlag 1944 auf Druck der Reichsregierung an den Franz-Eher-Verlag von Max Amann, ein Tochter-Unternehmen der NSDAP, veräußert werden musste. Hugenberg fasste seine restlichen Unternehmen in der Opriba Handels- und Verwaltungs-KG zusammen. Von Boehmer verließ den Scherl-Verlag und war als Gesellschafter an der Opriba beteiligt. Bereits 1939 hatte er das Forstgut Kähnert in der Gemeinde Grabow bei Magdeburg gekauft, das aber 1945/1946 im Zuge der Bodenreform in Deutschland enteignet wurde. Sein Sohn Götz von Boehmer hat den Familienbesitz nach der Wiedervereinigung zurückerworben.
Nach dem Zweiten Weltkrieg gründete von Boehmer mit seinem früheren Gutsnachbarn Hans Olaf von Rohr in Koldingen bei Hannover die Landinventar-GmbH, die sich unter anderem auf die chemische Analyse von Bodenproben konzentrierte. 1949 trat er in den Dienst der Zwei-Zonen-Verwaltung für Finanzen in Bad Homburg vor der Höhe, dem Vorläufer des Bundesfinanzministeriums. Mit der Etablierung der Bundesregierung in Bonn zog auch die Familie dorthin. In der Homburger Zeit schrieb er einen Kommentar zum D-Mark-Bilanzgesetz. 1965 ließ er sich auf eigenen Wunsch in den Ruhestand versetzen.

## Familie
Henning von Boehmer war in erster Ehe verheiratet mit Hanna Hugenberg (1901–1982), der Tochter des Medienunternehmers und Reichsministers a. D. Alfred Hugenberg. Aus dieser Ehe stammen der Botschafter a. D. Götz von Boehmer (1929–2019) und die Ärztin Ingrid von Boehmer (1930–2002), verheiratet mit Albrecht von Wachter und Eltern des Religionsphilosophen Daniel von Wachter. In zweiter Ehe war er verheiratet mit Margarethe Nelly Emmy Birute („Buti“) geb. Baronesse von der Ropp (1917–2011), verwitwete Boettcher, Tochter des Dipl.-Ing. Friedrich von der Ropp, Hüttendirektor, Schriftsteller, Evangelist sowie Mitbegründer und Leiter der Baltischen Brüderschaft, einer Vorläuferorganisation des heutigen Brüderlichen Kreises, einer christlichen Laienbruderschaft evangelischer Prägung. Aus dieser Ehe stammt die Tochter Bettina von Boehmer-Asmus (* 1951).
Durch seine Großmutter Mary Barbara Rennie stammt Henning von Boehmer in direkter Linie von dem Pilgergouverneur William Bradford ab, der 1620 zusammen mit den Pilgrim Fathers auf der Mayflower nach Plymouth (Massachusetts)/USA ausgewandert war. Damit sind die Nachkommen von Hugo Erich von Boehmer berechtigt, Mitglied in der renommierten General Society of Mayflower Descendants in den USA zu werden.

## Werke
- von Boehmer, Henning und Reitz, Helmut: Der Film in Wirtschaft und Recht. C. Heymann, Berlin 1933, DNB 572449321.
- von Boehmer, Henning: Das DM-Bilanzgesetz und die Umstellung von Schuldverhältnissen. Kommentar in: Guttentag’sche Sammlung deutscher Reichsgesetze, Nr. 237. de Gruyter, Berlin 1949, DNB 450530817.